# Flux radiatiu
El flux radiatiu, també conegut com a densitat de flux radiatiu o flux de radiació, és la quantitat d'energia irradiada a través d'una àrea donada, en forma de fotons o altres partícules elementals, mesurat típicament en W/m².
S'utilitza en astronomia per determinar la magnitud i classe espectral d'una estrella. El flux radiatiu també actua com una generalització del flux tèrmic, que és igual al flux radiatiu quan està restringit a l'espectre infraroig.
Quan el flux radiatiu és incident sobre una superfície, sovint es diu irradiància. El flux emès des d'una superfície es pot dir sortida radiant o emitència radiant.
Quan el flux radiatiu és incident sobre una superfície, sovint se'n diu irradiància. El flux emès des d'una superfície es pot dir sortida radiant o emitència radiant.

## Flux radiatiu d'ona curta
El flux d'ona curta és el resultat de la reflexió especular i difusa de la radiació d'ona curta incident per la superfície subjacent. Aquesta radiació d'ona curta, com radiació solar, pot tenir un profund impacte en certs processos biofísics de la vegetació, com la fotosíntesi del cobricel i les administracions energètiques de la superfície terrestre, en ser absorbit a terra i en les copes.

## Flux radiatiu d'ona llarga
El flux d'ona llarga és un producte tant de l'energia infraroja descendent com de l'emissió per la superfície subjacent. El refredament associat amb la divergència de radiació d'ona llarga és necessari per crear i mantenir capes d'inversió duradores prop de la superfície durant la nit polar. La divergència del flux de radiació d'ona llarga també té un paper en la formació de boira.